# Ferrero
Ferrero, S. p. A. es una empresa agroalimentaria italiana creada en 1946 en Piamonte, Italia por el grupo Ferrero, que es el mayor productor europeo de dulces y el segundo del mundo en el sector de dulces y del chocolate.
Michele Ferrero fue el propietario de esta empresa hasta el 14 de febrero del 2015, quien, según la revista Forbes, fue el 23.º hombre más rico del mundo con 20 400 millones de dólares. En 2015, se situaba en el 30.º puesto con 23 400 millones de dólares.

## Historia
Pietro Ferrero fue un pastelero italiano que en 1940 inició la aventura de ofrecer finos chocolates al mundo. En ese entonces derrumbó un paradigma para el consumidor de su país que afirmaba que los dulces, postres y pasteles en general solo se consumían en ocasiones especiales. No obstante, Pietro visionaba algo más grande: ofrecer dulces premium a precios asequibles.
En 1946 Pietro Ferrero creó una crema de avellana y cacao que pensó que podía ser extendida sobre el pan, y la llamó pasta gianduja. El producto tuvo un gran éxito y, por lo tanto, Ferrero pasó de la producción artesanal a la producción industrial, creando la nueva empresa que lleva su nombre.
La pasta gianduja evolucionó y dio origen a un producto, vendido bajo el nombre Nutella desde 1964, que se hizo popular en el mundo entero, con muchos otros productos, incluyendo los bombones de chocolate Ferrero Rocher.

Logo de nutella

Después del éxito de la compañía en Italia, Michele Ferrero (hijo de Pietro Ferrero) decidió producir también en el extranjero. En 1956 abrió una gran fábrica en Alemania y al poco tiempo, una más en Francia. Fue un preludio a su rápida expansión por Europa, con el establecimiento de oficinas comerciales y centros de producción en Bélgica, Países Bajos, Austria, Suiza, Suecia, Reino Unido, Irlanda y España. En las siguientes décadas, Ferrero se convirtió en global, con compañía y fábricas en el norte y sur de América, Asia Sudoriental, Europa del este, África, Australia y, más recientemente, en Turquía, México y China. 
El 14 de febrero de 2015, Michele Ferrero, falleció a causa de una larga enfermedad; Giovanni Ferrero, su hijo, tuvo que hacerse con la propiedad del grupo Ferrero, ya que su hermano Pietro Ferrero Jr., que dirigía la empresa junto a su padre, había fallecido en 2012 mientras hacía negocios en Sudáfrica.

## Actualidad
Su volumen de negocio en 2002 fue de 4.400 millones de euros. El grupo consume anualmente 70.000 toneladas de cacao, 56.000 de avellanas (de las cuales es el primer consumidor mundial) y 102.000 de leche.
El 18 de abril de 2011, Pietro Ferrero Jr, uno de los herederos de la empresa, falleció en un accidente de tráfico mientras realizaba un viaje de negocios en Sudáfrica.
En el 2015, Ferrero empezó una nueva era con dos importantes adquisiciones. En marzo, la compañía obtuvo la aprobación final para empezar el proceso de integración con Oltan, ahora Findik, la empresa líder de la recolección, el tostado y la comercialización de avellanas en Turquía. La segunda adquisición, en agosto, fue Thorntons, la empresa de confitería de chocolate fundada en 1911 en Gran Bretaña. Thorntons tiene a más de 3.300 empleados.

## Productos
Ferrero cuenta actualmente con una gran gama de productos para diferentes gustos y edades. Los productos de Ferrero son:
- Tic Tac: Son pequeños caramelos vendidos en cajas plásticas transparentes que tienen varios sabores, tamaños y colores: Tic Tac menta intensa, Tic Tac menta, Tic Tac naranja, Tic Tac Cherry Passion y Tic Tac Fresa Mix.

- Nutella:[7] Crema dulce a base de cacao, leche, y avellanas. Tiene, incluyendo su presentación habitual, tres estilos diferentes: Nutella, Nutella B-ready, Nutella&GO y Nutella Break.

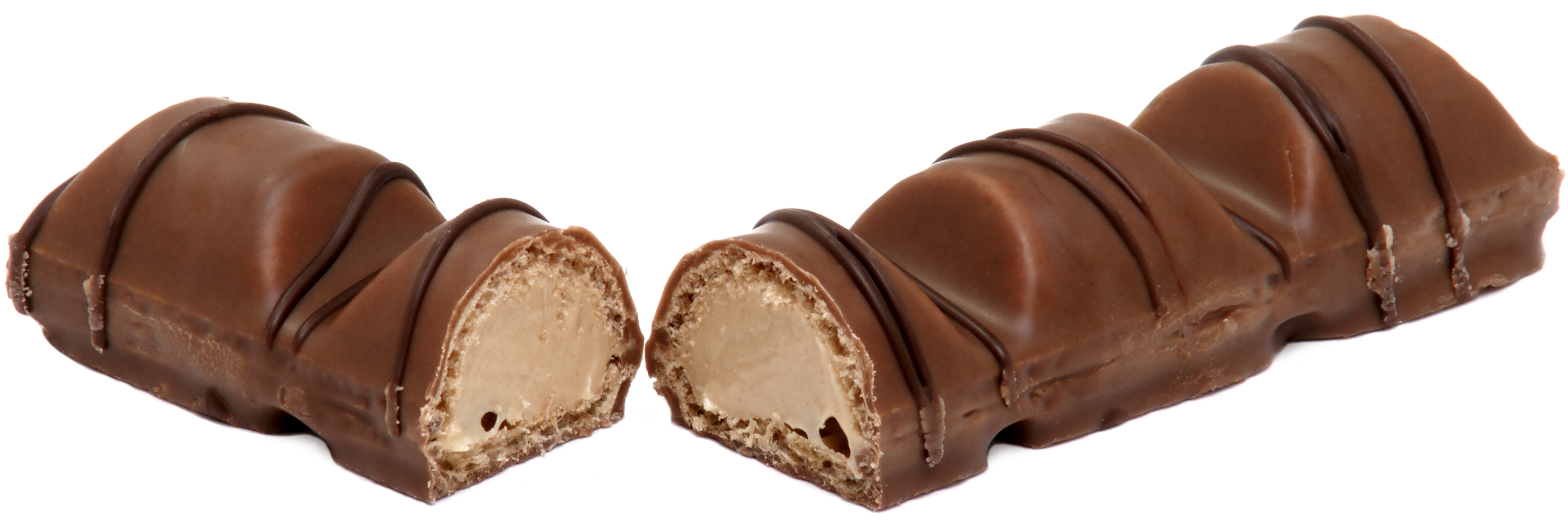
Kinder Bueno

- Kinder: Es la línea infantil de los productos Ferrero e incluye productos como el Kinder Sorpresa o el Huevo Kinder. Otros productos de esta línea son: Sorpresa (mencionado anteriormente), Joy, Schoko-Bons, Gran Sorpresa, Chocolate, Maxi, Cereali, Bueno Classic, Bueno White, Bueno Mini, Délice, Happy Hippo.

- Ferrero: Es la línea de productos de la compañía, especializada en bombones de chocolate. La línea Ferrero se compone por: Ferrero Rocher, Grand Ferrero Rocher, Ferrero Golden Gallery, Ferrero Collection, Ferrero Prestige, Mon Chéri, Confetteria Raffaello, Ferrero Rondnoir, Pocket Coffee Espresso.